# Santa Eulàlia (Erill la Vall)

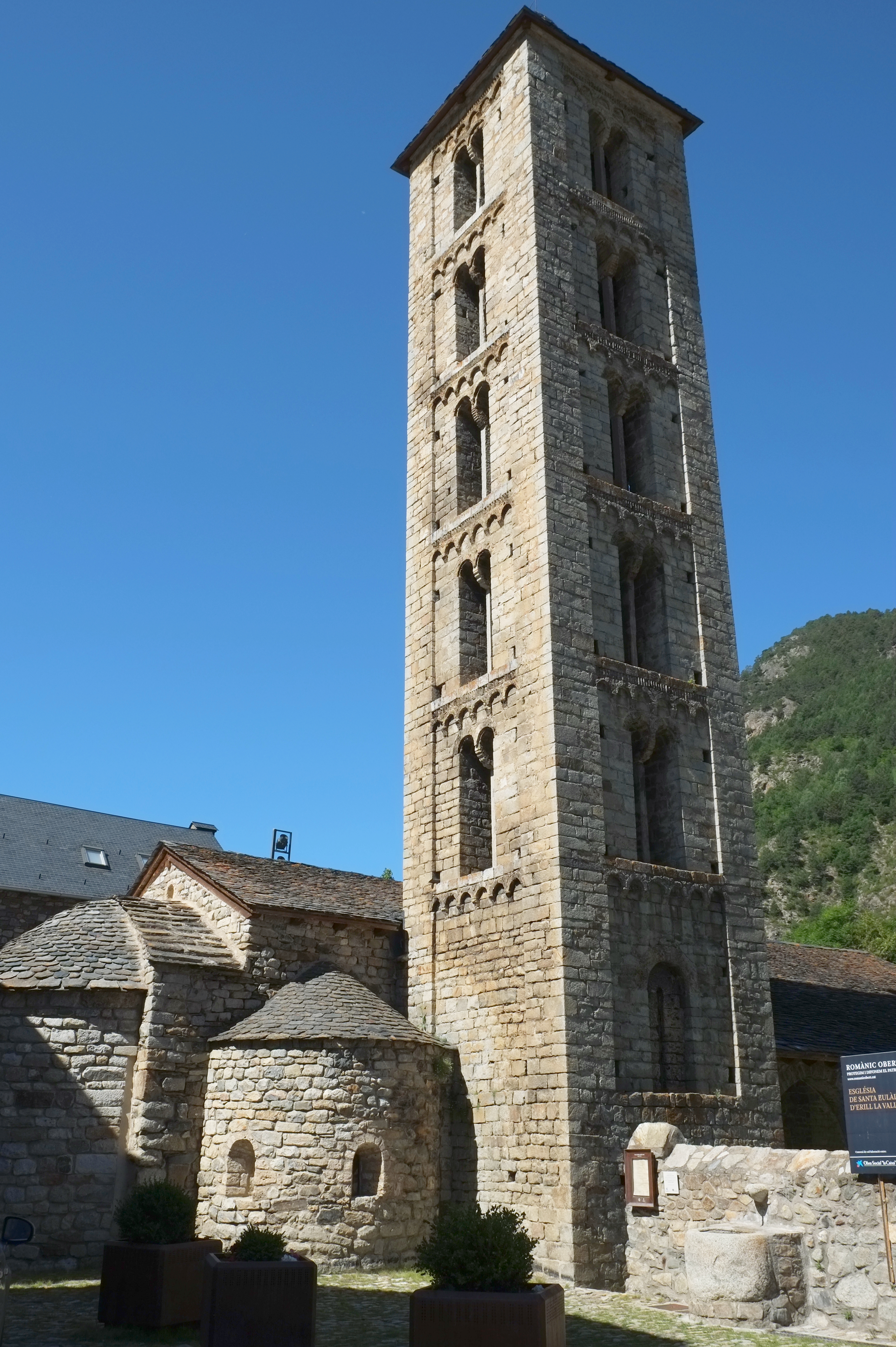
Pfarrkirche Santa Eulàlia

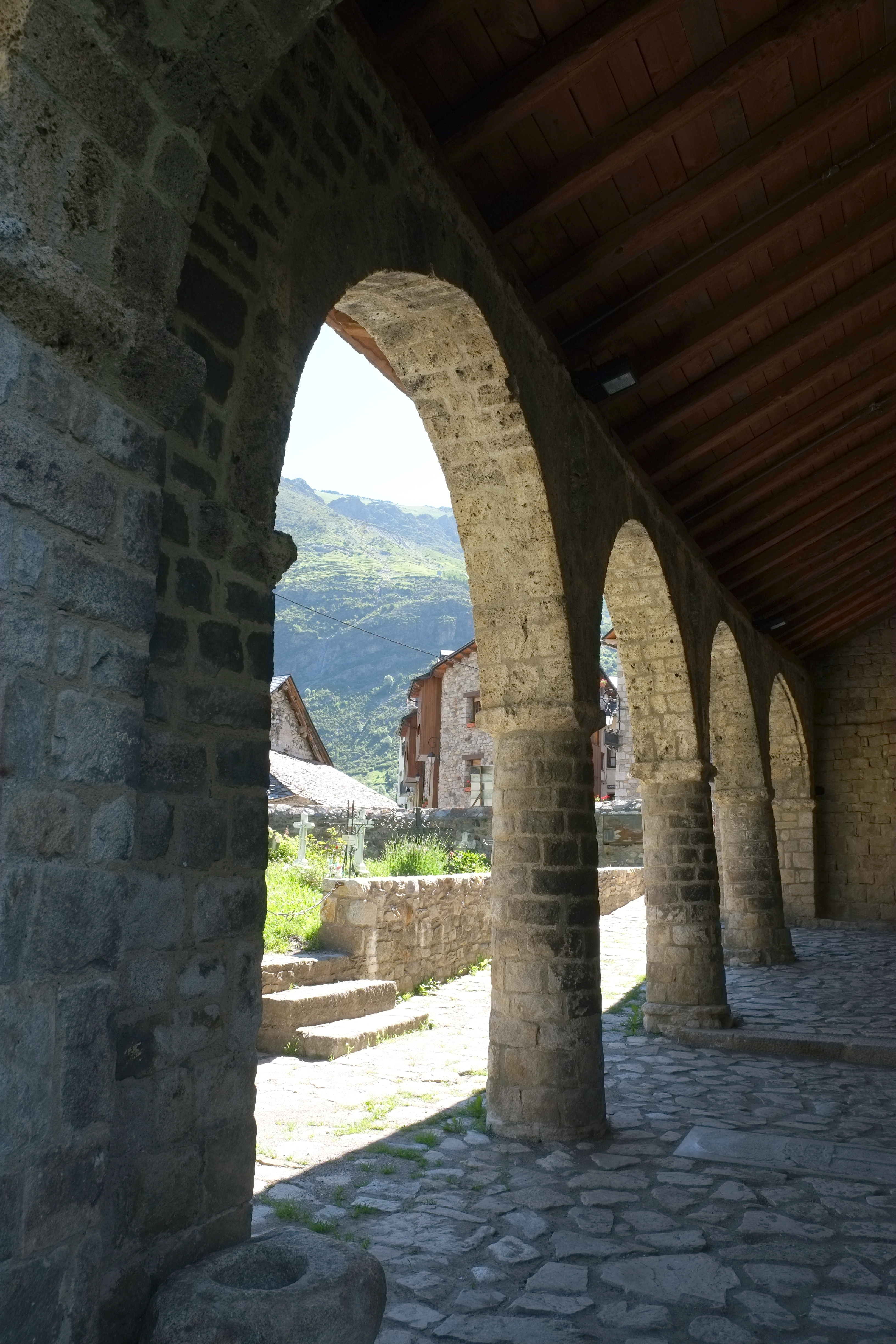
Vorhalle

Die römisch-katholische Pfarrkirche Santa Eulàlia in Erill la Vall, einem Ortsteil der Gemeinde Vall de Boí in der Provinz Lleida, gehört zu den neun romanischen Kirchen in der spanischen Autonomen Region Katalonien, die im Jahr 2000 von der UNESCO in die Weltkulturerbeliste als Catalan Romanesque Churches of the Vall de Boí aufgenommen wurden. Bereits im Jahr 1962 war die Kirche zum Bé Cultural d’Interès Nacional (Kulturgut von nationaler Bedeutung) erklärt worden. Die Kirche wurde in vier Bauphasen im 11. und 12. Jahrhundert errichtet.

## Geschichte
Im 11. Jahrhundert wurde eine einschiffige Kirche mit einer Holzbalkendecke und einem Portal im Westen errichtet. In der zweiten Bauphase vergrößerte man das Kirchenschiff und schuf ein Portal an der Nordseite des Langhauses. In der dritten Phase wurde die ursprüngliche Holzbalkendecke durch ein Tonnengewölbe ersetzt, das in späterer Zeit einstürzte. Bei diesem Einsturz wurde auch die Südseite des Langhauses und die Westfassade beschädigt. In der letzten Bauphase wurde der Glockenturm errichtet und an der Nordseite des Langhauses die Vorhalle angebaut.

## Architektur
Besondere Aufmerksamkeit zieht der elegante, über einem quadratischen Grundriss errichtete Glockenturm mit seinen sechs Stockwerken auf sich. Er ist im Stil der lombardischen Romanik mit Blendbögen, Sägezahnfriesen und Ecklisenen verziert. Die oberen fünf Stockwerke sind von hohen, gekuppelten Klangarkaden mit schlanken Mittelsäulen durchbrochen.
Das einschiffige Langhaus endete ursprünglich in einer einzigen Apsis. Die heutige Hauptapsis wurde im Zuge der Renovierung in den Jahren 1994 bis 1997 wiedererrichtet, nachdem sie zu Beginn des 20. Jahrhunderts abgebrochen worden war. Die beiden seitlichen Apsiden wurden in späterer Zeit hinzugefügt. Aus der gleichen Zeit stammt wahrscheinlich auch die von Säulen getragene Vorhalle an der Nordseite des Langhauses, in der das Portal integriert ist.

## Ausstattung
- In der Kirche wird eine Kopie der Skulpturengruppe der Kreuzabnahme Christi präsentiert. Fünf der originalen Figuren (Josef von Arimathäa und Nikodemus, die Jesus vom Kreuz abnehmen, und die beiden Schächer) werden heute im Diözesanmuseum von Vic (Museu Episcopal de Vic) und zwei Figuren (Maria und Johannes) im Museu Nacional d’Art de Catalunya (MNAC) in Barcelona aufbewahrt. Die Skulpturengruppe aus Pappelholz wurde Ende des 12. oder zu Beginn des 13. Jahrhunderts im Stil des Übergangs von der Romanik zur Gotik geschaffen. Von der ursprünglichen farbigen Fassung der Figuren sind nur noch geringe Reste erhalten.
- Die Kirche besitzt noch ein romanisches Taufbecken, das aus der zweiten Bauphase der Kirche stammt.

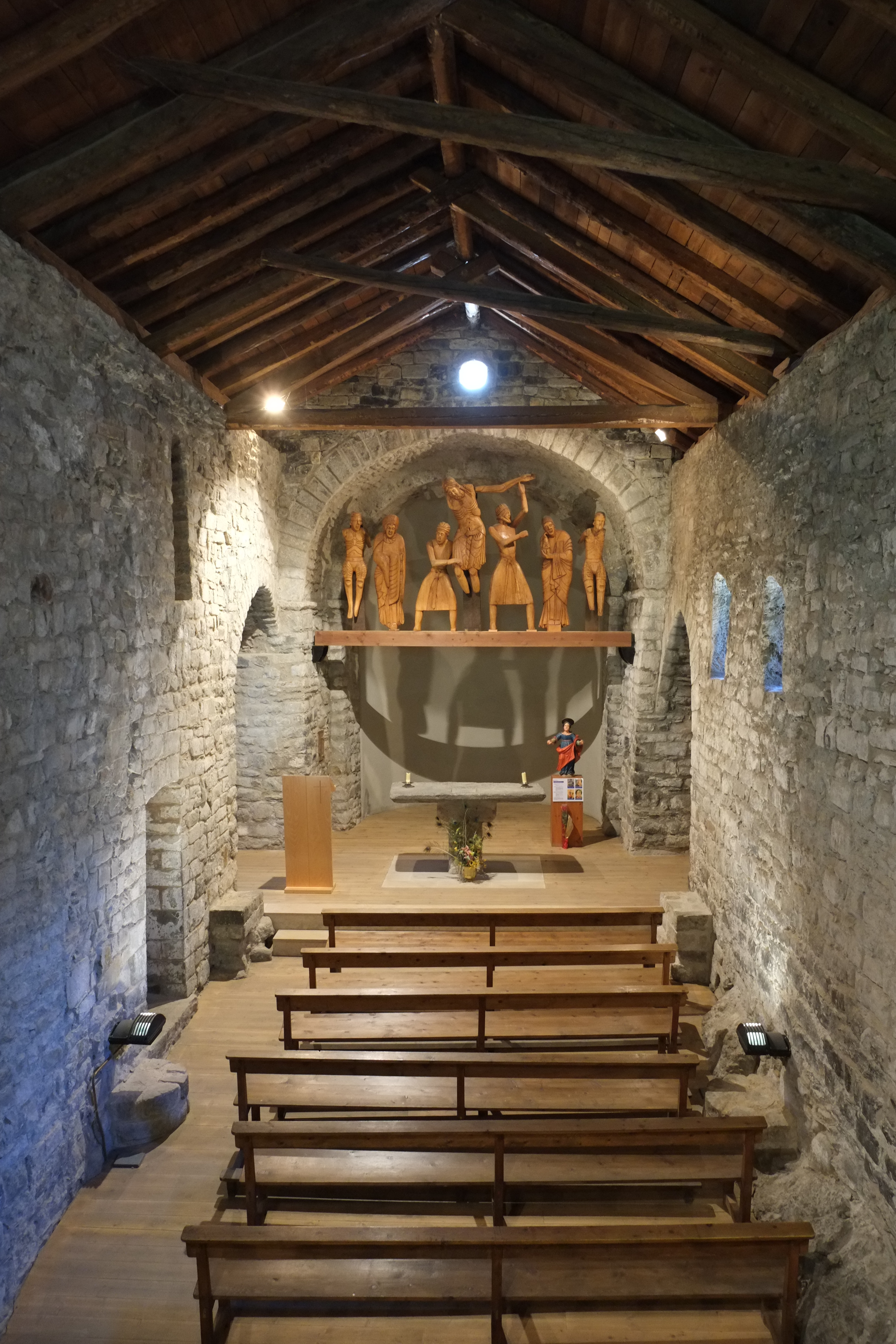
Innenraum, Blick zur Empore
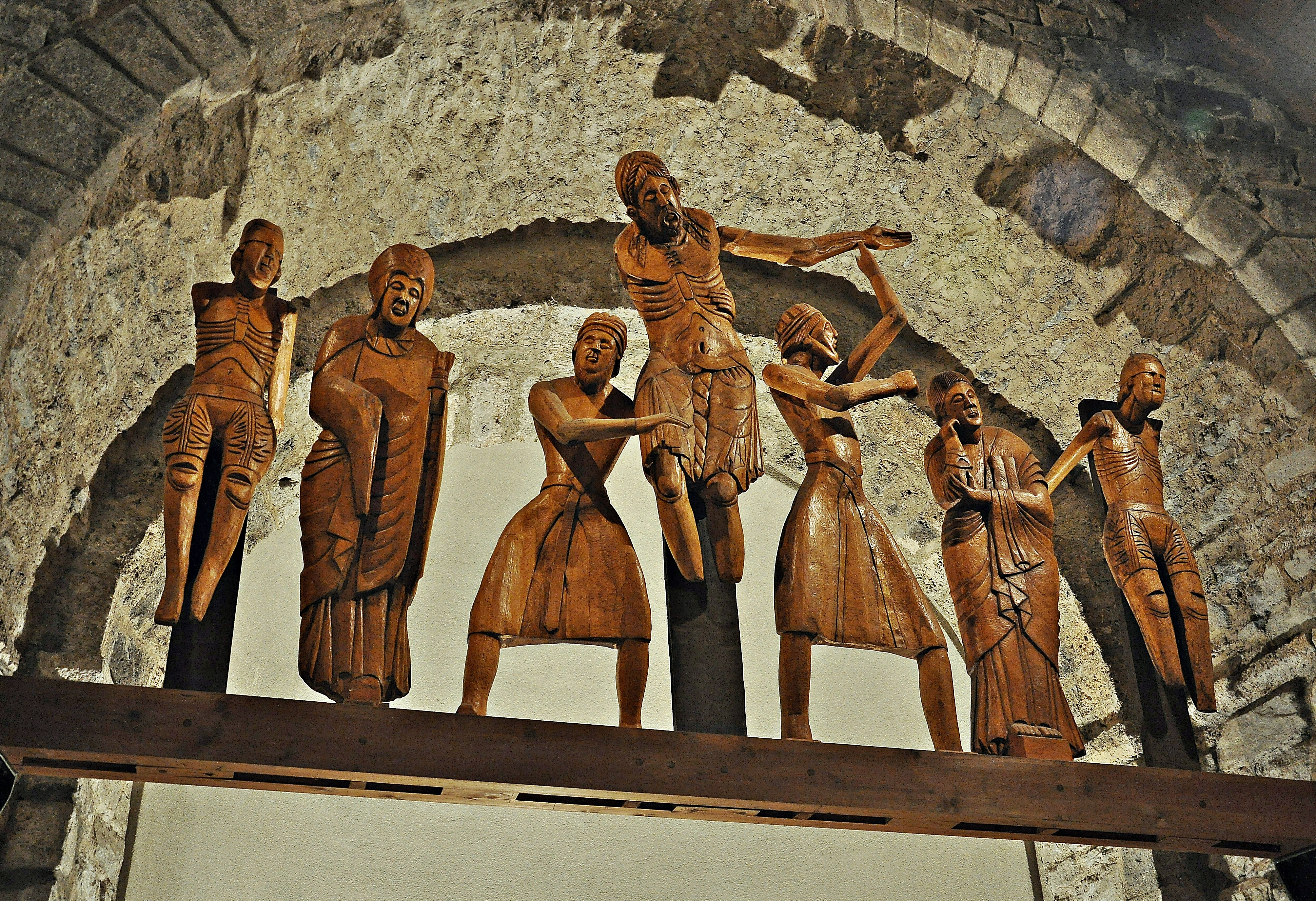
Kopie der Kreuzabnahme
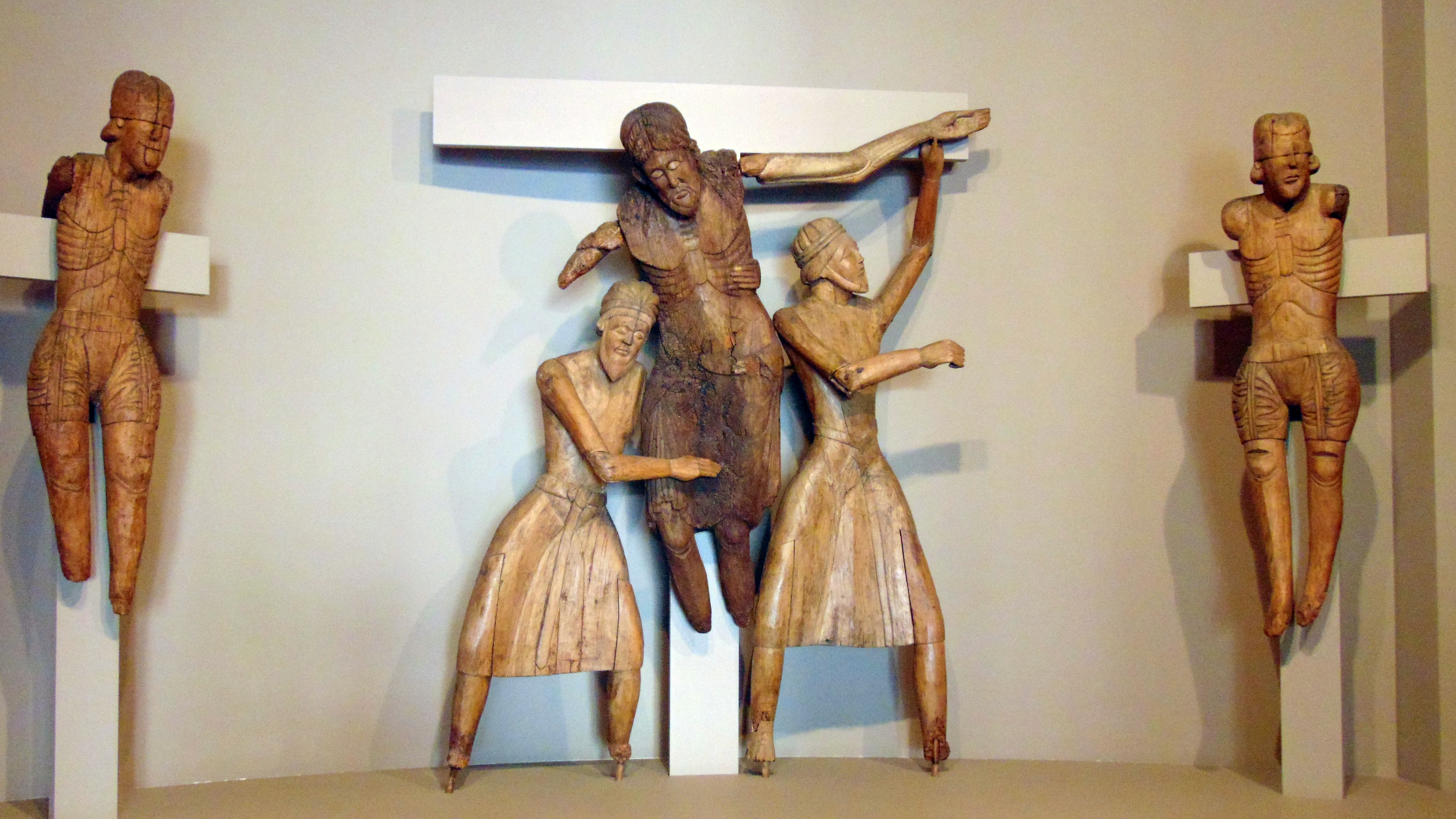
Josef von Arimathäa und Nikodemus mit Jesus, außen zwei Schächer im Museu Episcopal de Vic
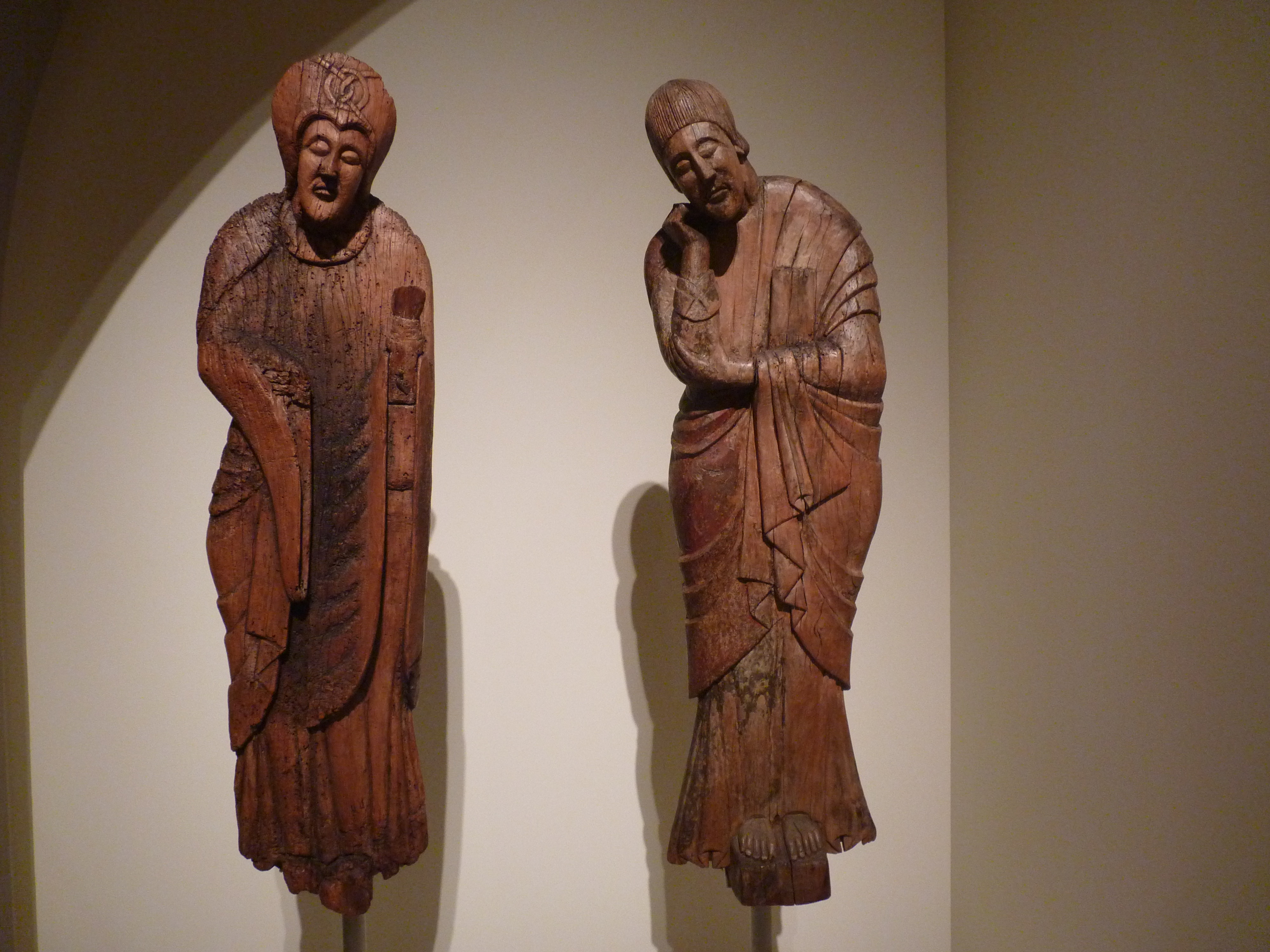
Maria und Johannes im Museu Nacional d’Art de Catalunya